# Kotake
Kotake (jap. 小竹町 Kotake-machi) – miasto w Japonii, na wyspie Kiusiu, w prefekturze Fukuoka. Według danych na rok 2020 miejscowość zamieszkiwało 7 151 mieszkańców , a gęstość zaludnienia wyniosła 500,8 os./km².